# Château de la Guichardais
Le château de la Guichardais est un édifice situé à Carentoir en France.

## Localisation
Le château est situé sur le territoire de la commune de Carentoir, au lieu-dit la Guichardais, dans le département du Morbihan en région Bretagne.

## Description
Le château date du XVIe siècle, édifice de plan allongé comprenant un corps central encadré de deux ailes symétriques. Élévation en maçonnerie enduite avec encadrements de baies, chaînes d'angle et corniche en pierre de taille. Sous-sol, rez-de-chaussée surélevé, un étage carré et étage de comble, élévation à travées. Toiture à longs pans recouverte d'ardoises, croupe. Escalier dans-œuvre : escalier à vis avec jour. 

## Historique
Ancienne seigneurie, la Guichardais a été occupée par trois édifices successifs, le dernier ayant été construit entre 1847 et 1850 ; elle appartient à la famille de Careil depuis le XVIe siècle, dont plusieurs représentants furent maires de la commune aux XIXe et XXe siècles.
Le château est inscrit à l'inventaire général du patrimoine culturel.